# Phytomimia
Phytomimia är ett släkte av fjärilar. Phytomimia ingår i familjen plattmalar.
Kladogram enligt Catalogue of Life:
| Phytomimia | \| \| Phytomimia chlorophylla \| \| \| \| \| \| Phytomimia cynegetis \| \| \| \| \| \| Phytomimia pyrrhophthalma \| \| \| \| \| \| Phytomimia redundans \| \| \| \| \| \| Phytomimia silvicolor \| \| \| \| |
|            | \| \| Phytomimia chlorophylla \| \| \| \| \| \| Phytomimia cynegetis \| \| \| \| \| \| Phytomimia pyrrhophthalma \| \| \| \| \| \| Phytomimia redundans \| \| \| \| \| \| Phytomimia silvicolor \| \| \| \| |
|            | Phytomimia chlorophylla |
|            | |
|            | Phytomimia cynegetis |
|            | |
|            | Phytomimia pyrrhophthalma |
|            | |
|            | Phytomimia redundans |
|            | |
|            | Phytomimia silvicolor |
|            | |